# Zemljopis Kine
Kina je država smještena u istočnoj Aziji, a graniči s još četrnaest država, uključujući Mongoliju na sjeveru; Kazahstan, Kirgistan, Tadžikistan, Afganistan i Pakistan na zapadu; Indija, Nepal i Butan na jugozapadu; Mianmar, Laos i Vijetnam na jugu; Sjeverna Koreja na jugoistoku; a Rusija na sjeveroistoku i sjeverozapadu. 
Južna Kina i Istočna Kina graniče s Tihim oceanom, s Južnokineskim morem na jugu i Istočnokineskim morem i Žutim morem na istoku. Kineska prostranstva omogućuju joj da graniči s još četiri glavne azijske regije, s površinom od 9.596.960 km2, prema CIA-inom The World Factbook-u.
Točno kopneno područje ponekad je izazvano graničnim sporovima, ponajviše oko Tajvana, Aksai China, područja Trans-Karakoram, južnokineskih morskih otoka, otoka Senkaku i Južnog Tibeta. Hong Kong i Makao dodatno kompliciraju implikacije kineskih granica. Iako oba teritorija imaju svoje nacionalne simbole, jurisdikcije, pa čak i vlastite carine,  odvojene granice između njih i kontinentalne Kine, oni se također službeno smatraju posebnim administrativnim regijama unutar Kine u okviru politike "Jedna Kina, dva sustava". 
Kina ima veliku fizičku raznolikost. Istočne ravnice i južne obale zemlje sastoje se od plodnih nizina i podnožja. Na njima se nalazi većina kineske poljoprivredne proizvodnje i ljudske populacije. Južna područja zemlje (južno od rijeke Jangce) sastoje se od brdskog i planinskog terena. Na zapadu i sjeveru zemlje dominiraju potopljeni bazeni (poput Gobija i Taklamakana), valovite visoravni i visoki masivi. Obuhvaća dio najvišeg ravničarskog područja na zemlji Tibetansku visoravan.
Tradicionalno, kinesko stanovništvo usredotočilo se na kinesku središnju ravnicu i orijentiralo se na vlastito ogromno tržište u unutrašnjosti, razvijajući se kao carska sila čije je središte bilo u srednjem i donjem toku Žute rijeke na sjevernim ravnicama. U novije vrijeme, obala od 18 000 km intenzivno se koristila za izvozno orijentiranu trgovinu, zbog čega su obalne provincije postale vodeće gospodarsko središte.